# Nieuwe Kerk (Katwijk)
De Nieuwe Kerk staat aan de Voorstraat in Katwijk aan Zee, in de Nederlandse provincie Zuid-Holland. De kerk, het vroegste en bekendste werk van de Leidse architect H.J. Jesse (1860 – 1943), is in bezit van de Nederlands Hervormde kerk in Katwijk.

## Bouw van de kerk
De Andreaskerk (overblijfsel van de middeleeuwse aan Andreas gewijde parochiekerk) werd te klein, dus moest er een nieuwe kerk gebouwd worden die groter was dan de Andreaskerk. Al in 1850 werden de plannen voor het bouwen van een nieuwe kerk overwogen. In 1883 werd er gezocht voor een geschikte plaats voor de kerk. De kerkvoogdij schreef een ontwerpprijsvraag uit, waarop in totaal 53 ontwerpen werden ingezonden. Men koos voor het ontwerp van H.J. Jesse en in 1885 begon de bouw. De eerste steen werd gelegd door baronesse Van Wassenaer van Catwijck. De bouw duurde twee jaar, waarna in 1887 de Nieuwe Kerk in gebruik werd genomen. Momenteel is het een Rijksmonument. De toren is een van de hoogste bouwwerken van Katwijk.
Architect Jesse ontwierp een brede kruiskerk met 1500 zitplaatsen. Later is de capaciteit uitgebreid tot 2000 zitplaatsen, maar er zijn ook getallen van 2200 zitplaatsen gevallen. Het gebouw bestaat uit twee brede, korte beuken en een lange dwarsbeuk. De kerk heeft bijna geen steunpunten, zo staan er bijvoorbeeld geen pilaren in de kerk. De toren is vanaf de haan ongeveer 51 meter hoog.

## Het orgel
Het orgel in de Nieuwe Kerk werd in de jaren 1981-1983 gebouwd door de Dordtse orgelbouwer Jan van den Heuvel volgens het mechanische sleepladensysteem en staat opgesteld achter het historische Nolting-front uit 1822, dat op aanwijzing en onder toezicht van de Rijksdienst voor Monumentenzorg geheel werd gerestaureerd. De tachtig zelfstandig sprekende stemmen zijn verdeeld over vier klavieren en pedaal. Daarmee is het het op twee na grootste orgel van Nederland, na de Sint-Laurenskerk in Rotterdam (85/IV/P) en de Kathedrale basiliek Sint Bavo te Haarlem (81/IV/P).
In technisch en artistiek opzicht vond een oriëntatie plaats volgens de principes van de bekende Franse orgelbouwer Aristide Cavaillé-Coll (1811–1899). De registerbezetting van het Positif is een der grootste ter wereld.
Het Récit expressif is boven de orgelkas in de toren van de kerk geplaatst en kan middels het bedienen van een trede bij de klaviatuur, geheel van de kerkruimte geïsoleerd en er direct ingebracht worden, hetgeen een bijzonder effect resulteert.
De claviatuur werd uitgevoerd in de Franse stijl. Naast de zogenaamde registerstoelen zijn treden boven het pedaal geplaatst welke dienen als speelhulpen.
Het gehele orgel, dat op zuiver ambachtelijke wijze in de ateliers te Dordrecht gebouwd is, werd persoonlijk door Jan L. van den Heuvel ontworpen en geïntoneerd. Adviseur was Jaap van Rijn, hoofdorganist van de Nieuwe Kerk. De Franse vereniging Arts-Sciences-Lettres reikte in 1984 aan Van den Heuvel een zilveren medaille uit; de eerste ASL-medaille voor een orgelbouwer.

## Zang
Binnen de hervormde gemeente maken twee stromingen gebruik van de kerk: de Confessionele Beweging en de Gereformeerde Bond. Bij beide stromingen wordt gezongen uit de psalmberijming van 1773 en de twaalf enige gezangen; de Confessionele Beweging maakt daarnaast ook gebruik van de gezangenbundel uit 1938. Daarnaast wordt bij de Gereformeerde Bond niet-ritmisch gezongen, en bij de Confessionele Beweging ritmisch. De kerkdiensten die bij de Gereformeerde Bond gehouden worden staan in de bevindelijk-gereformeerde traditie.
Sinds 1994 wordt een of twee keer per jaar een mannenzangavond georganiseerd in de Nieuwe Kerk. Gemiddeld zingen dan 2.000 mannen in de kerk, maar omdat het koor zich dan meestal bevindt in de dooptuin, kan dat oplopen tot ca. 2.200 mannen. Van de samenzang wordt telkens een cd uitgebracht.

## Foto's van de kerk

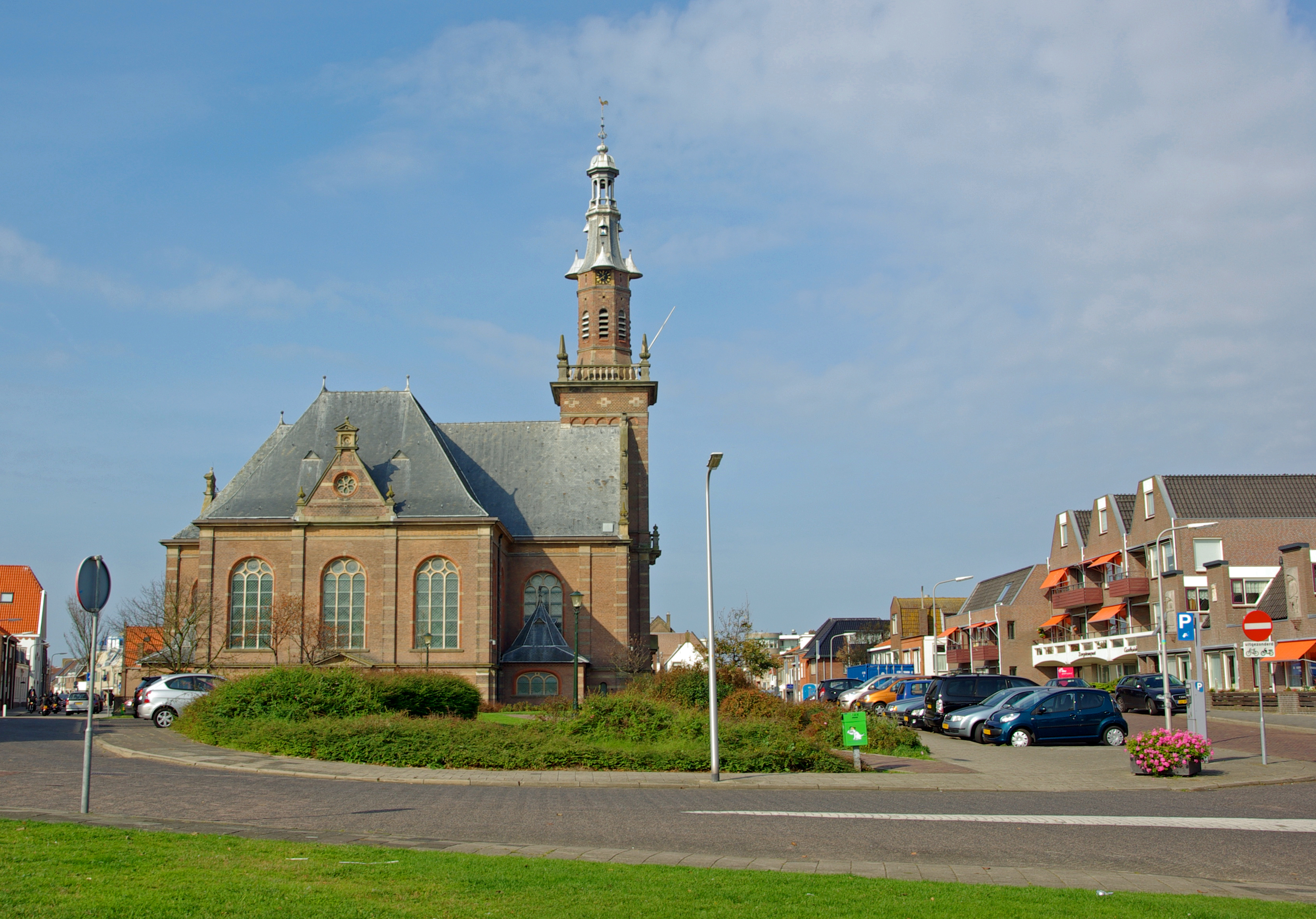
Zijkant
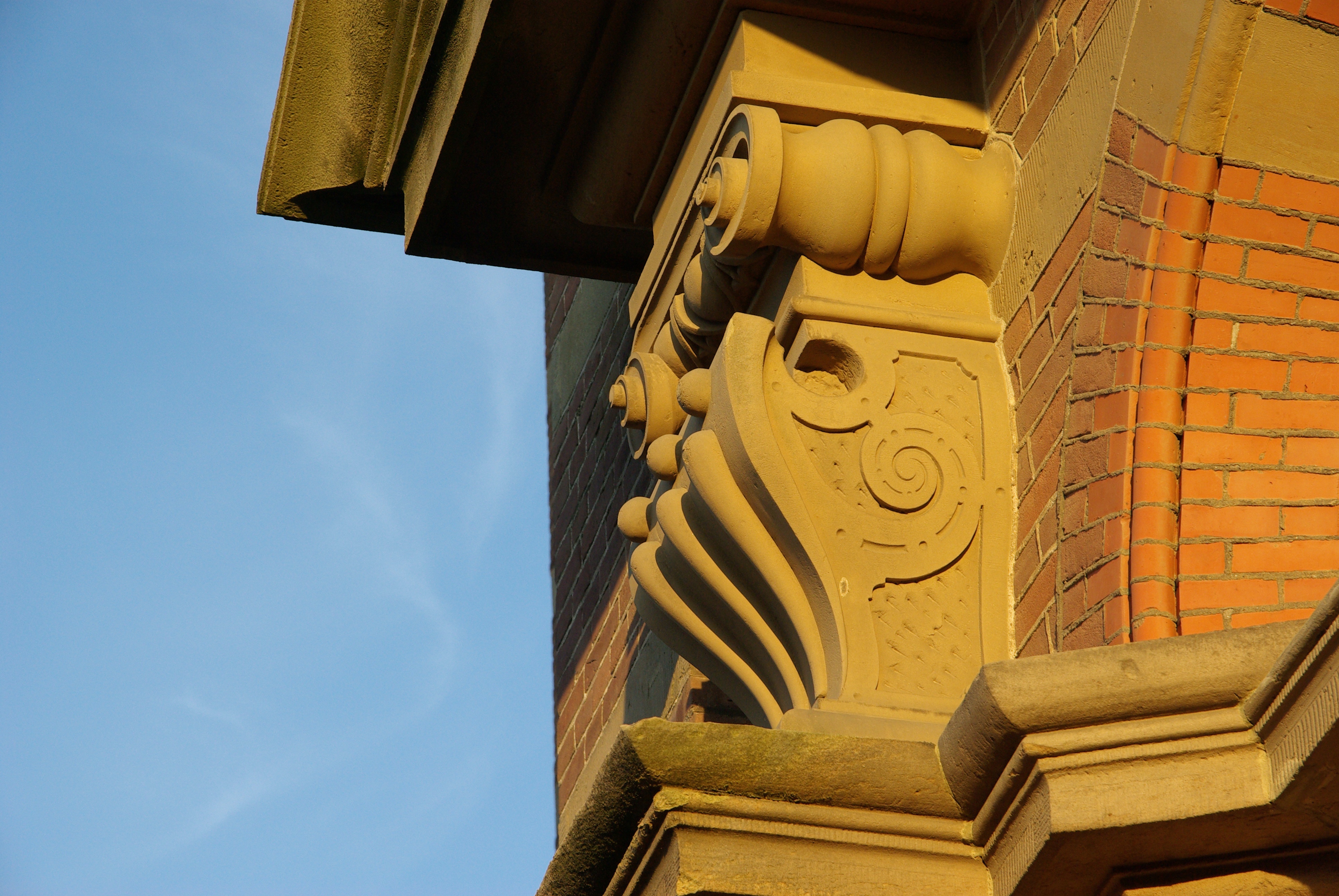
Detail gevel
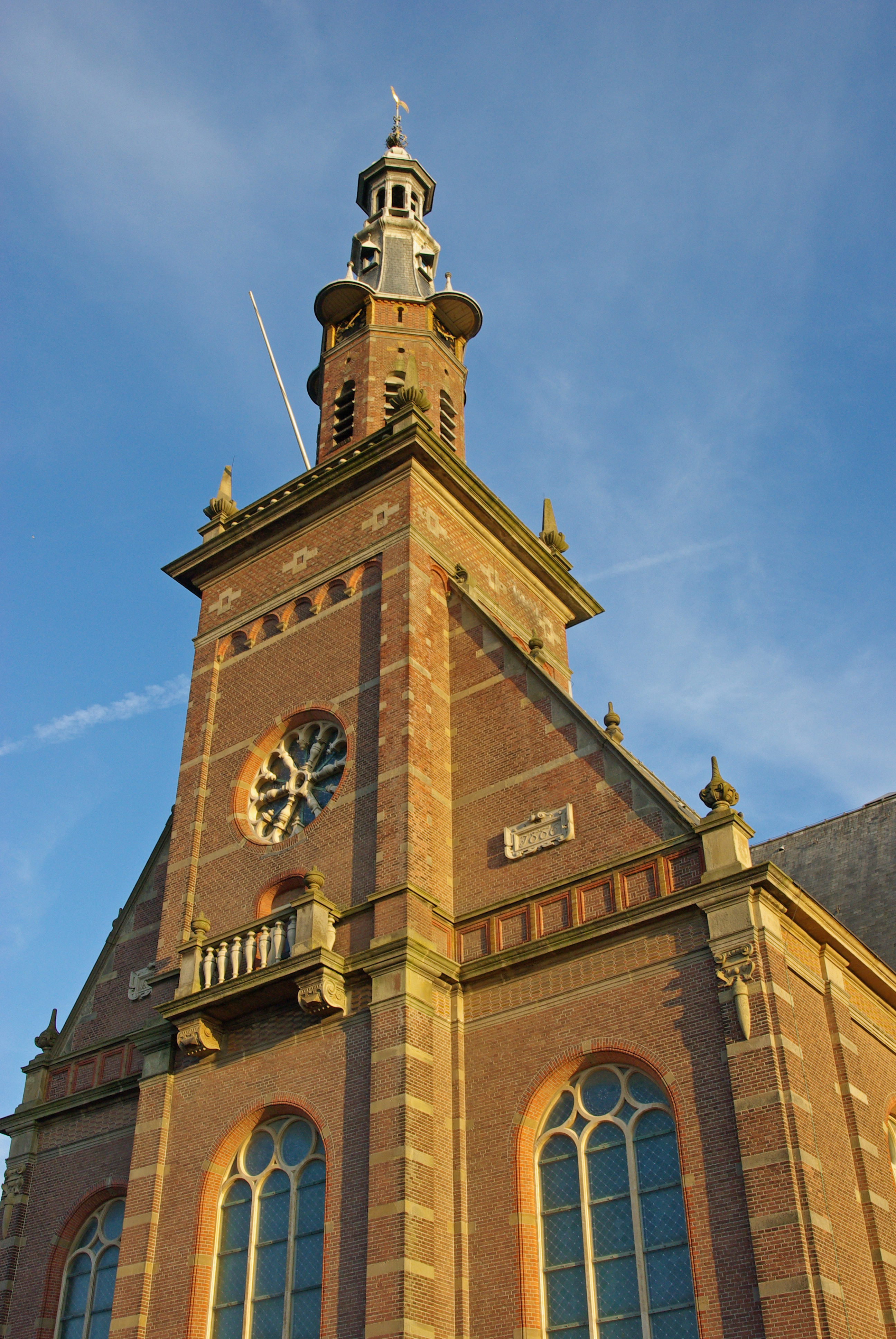
Voorkant
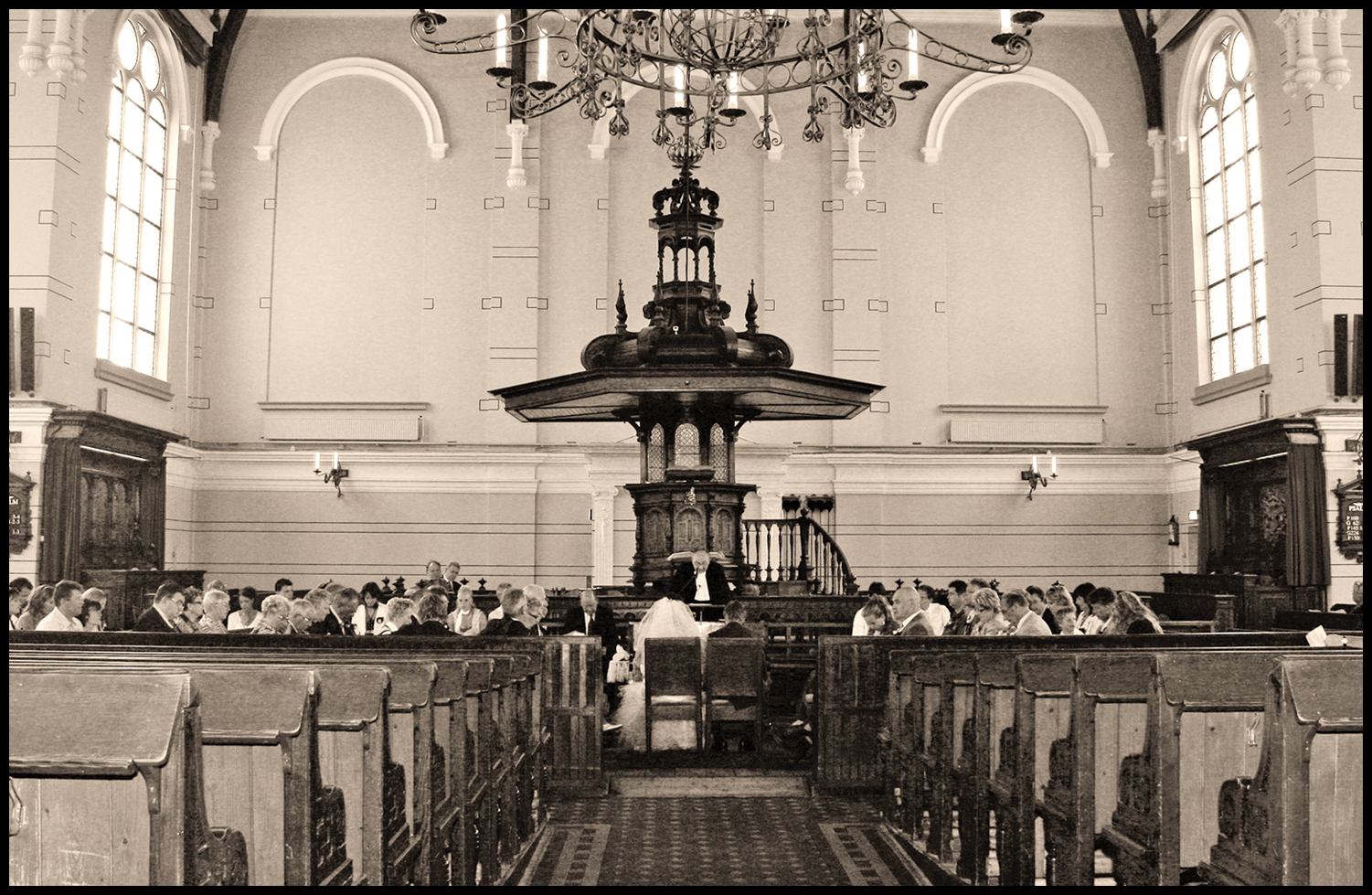
Interieur
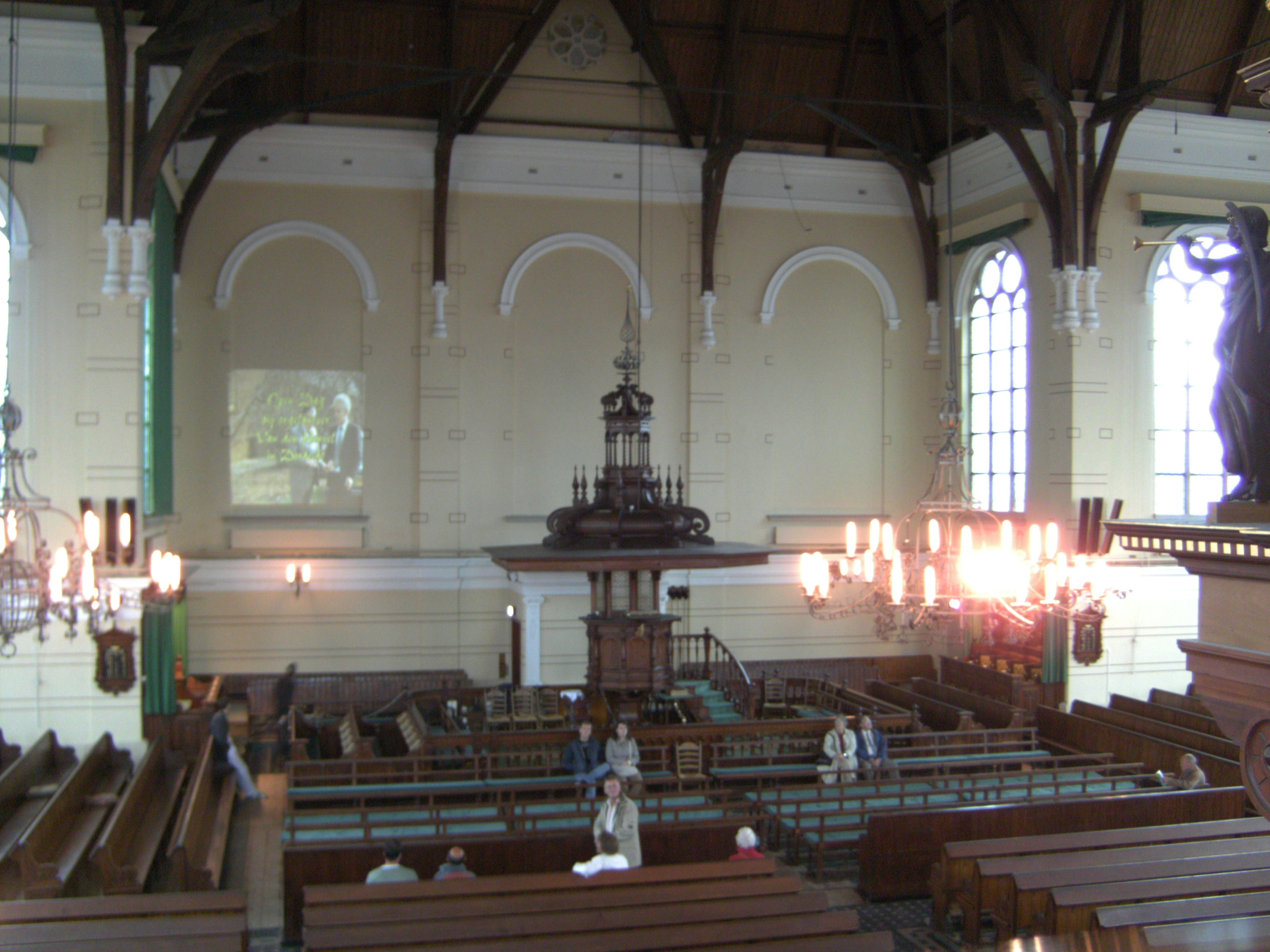
Interieur
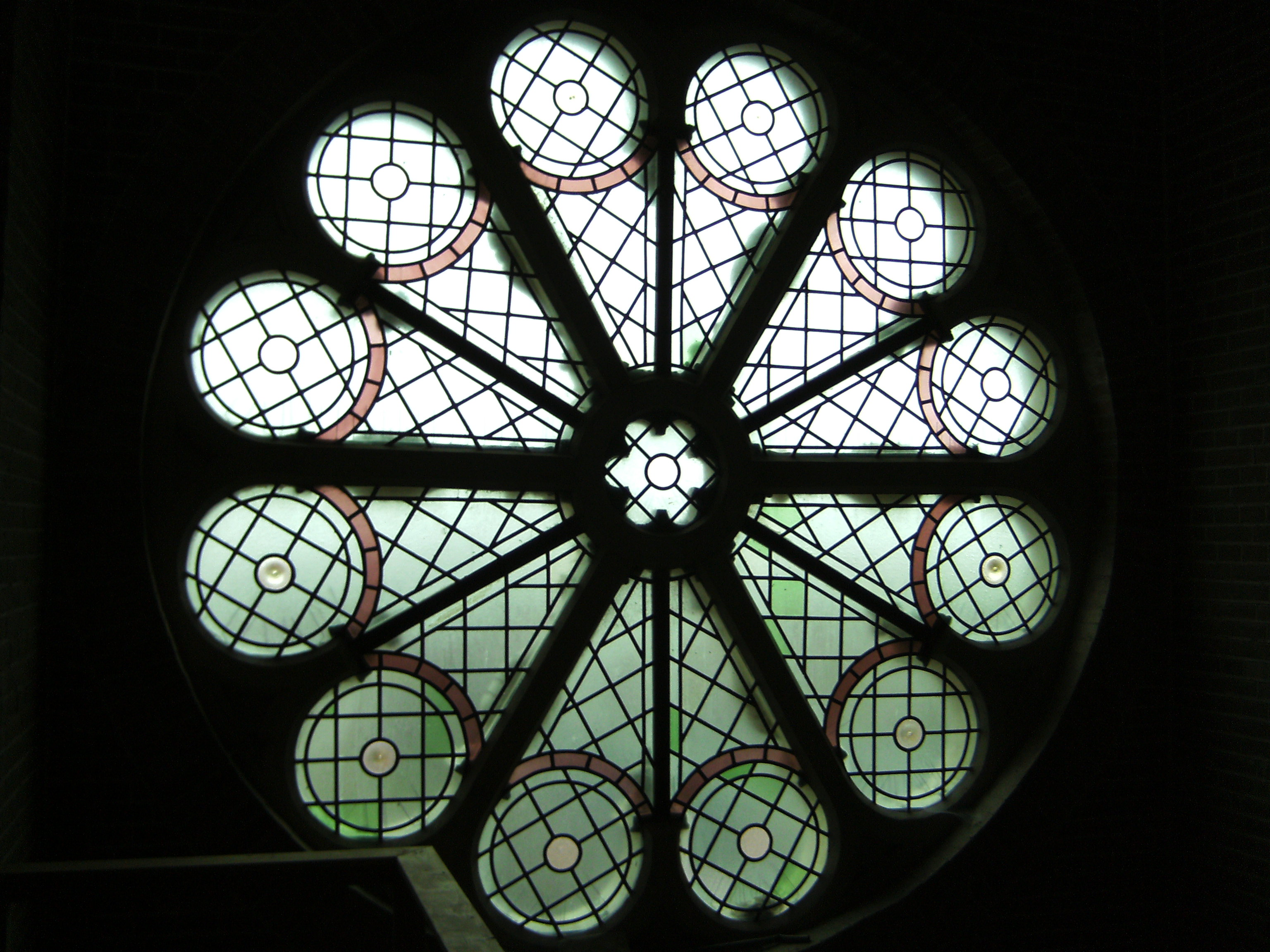
Raam in de torenkant

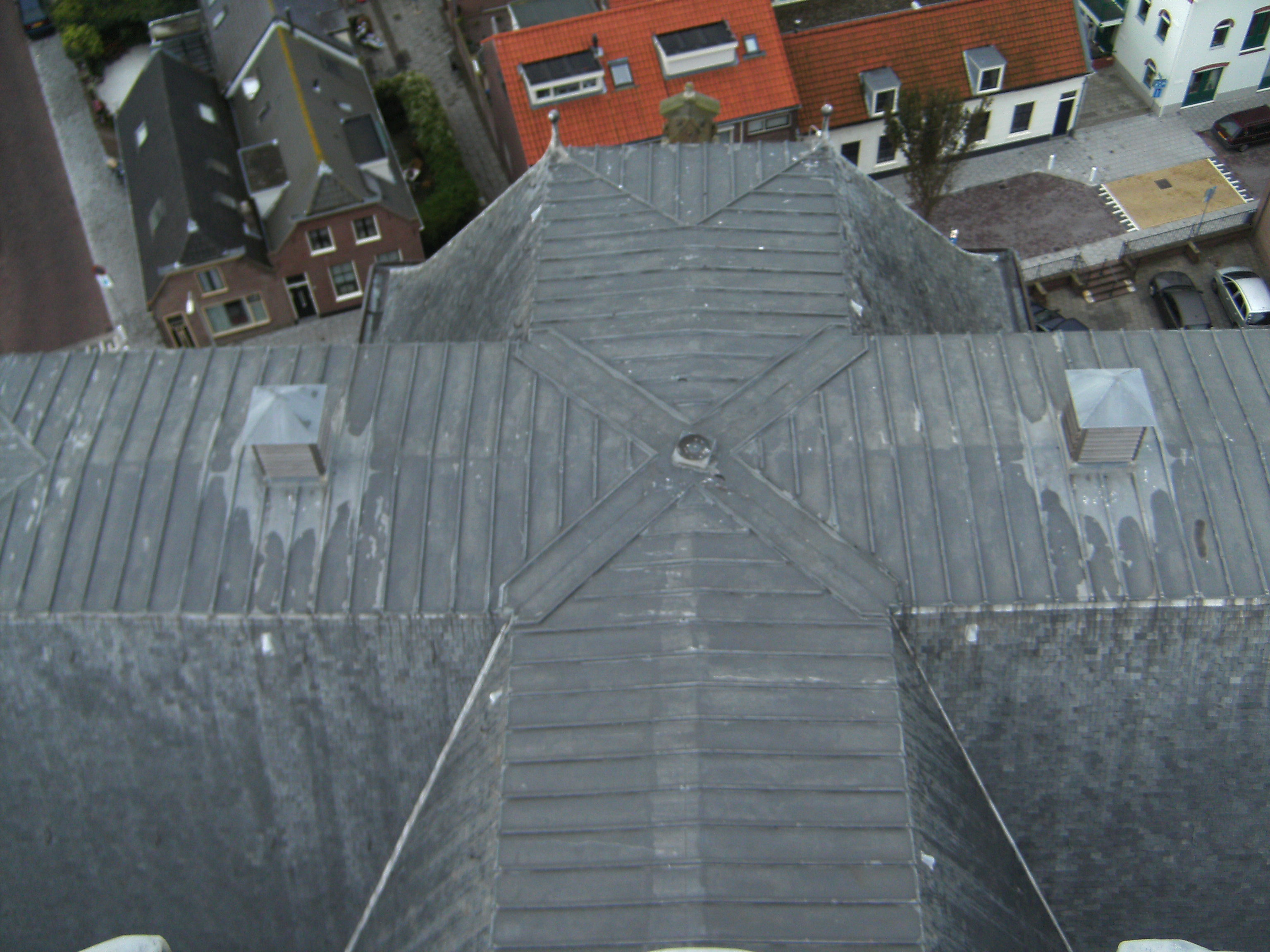
Dak Nieuwe Kerk
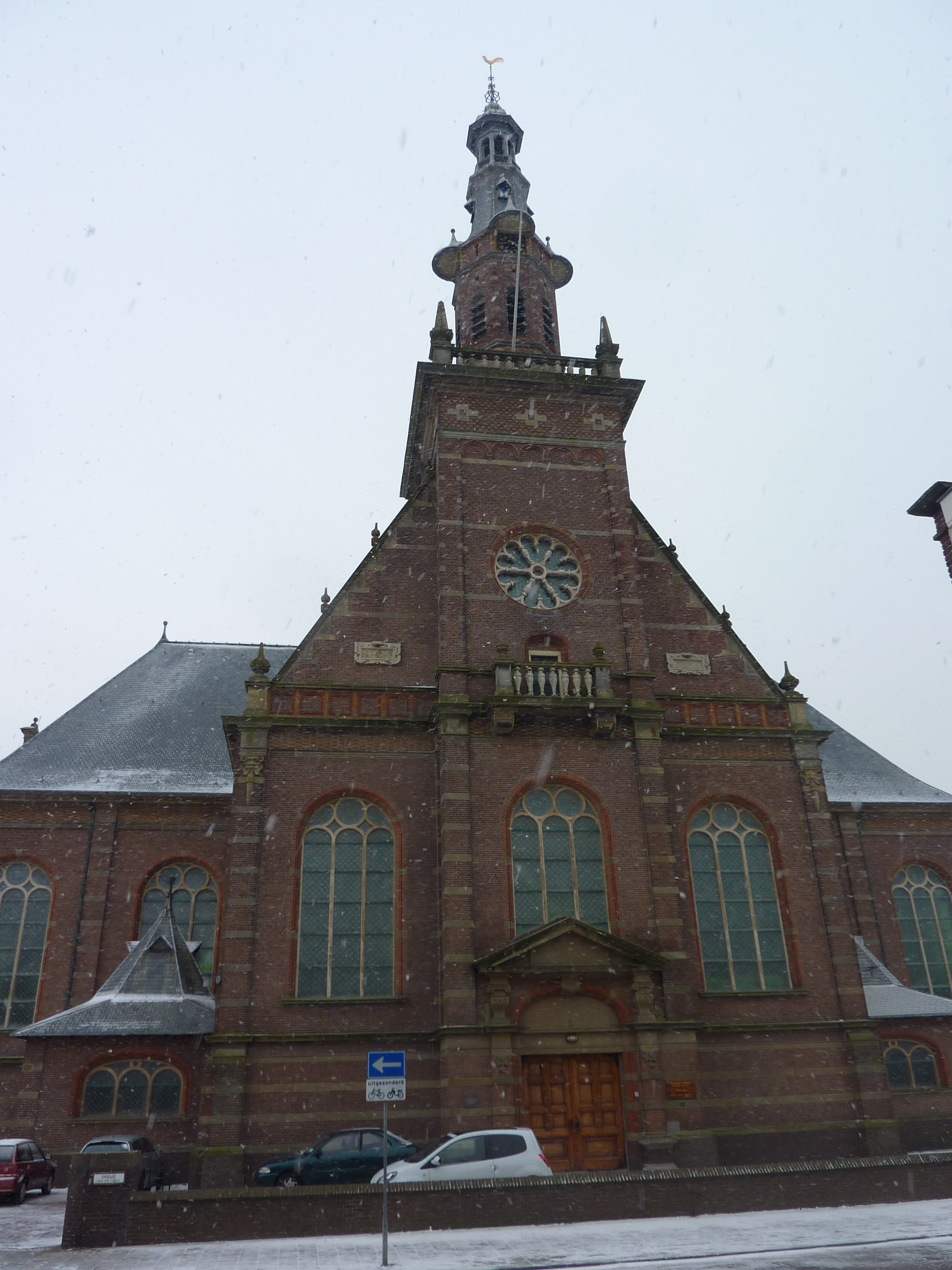
Voorkant
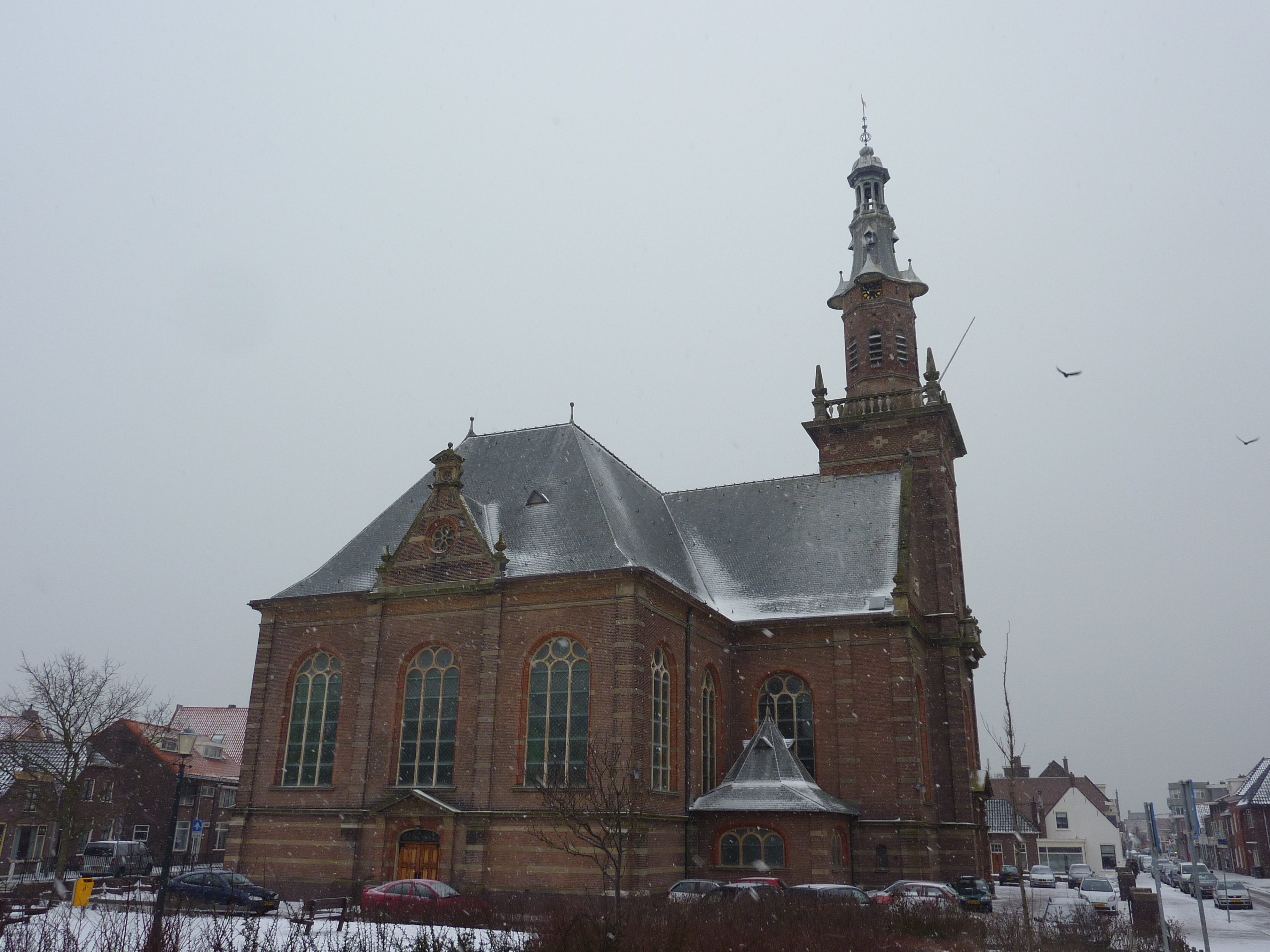
Zijkant
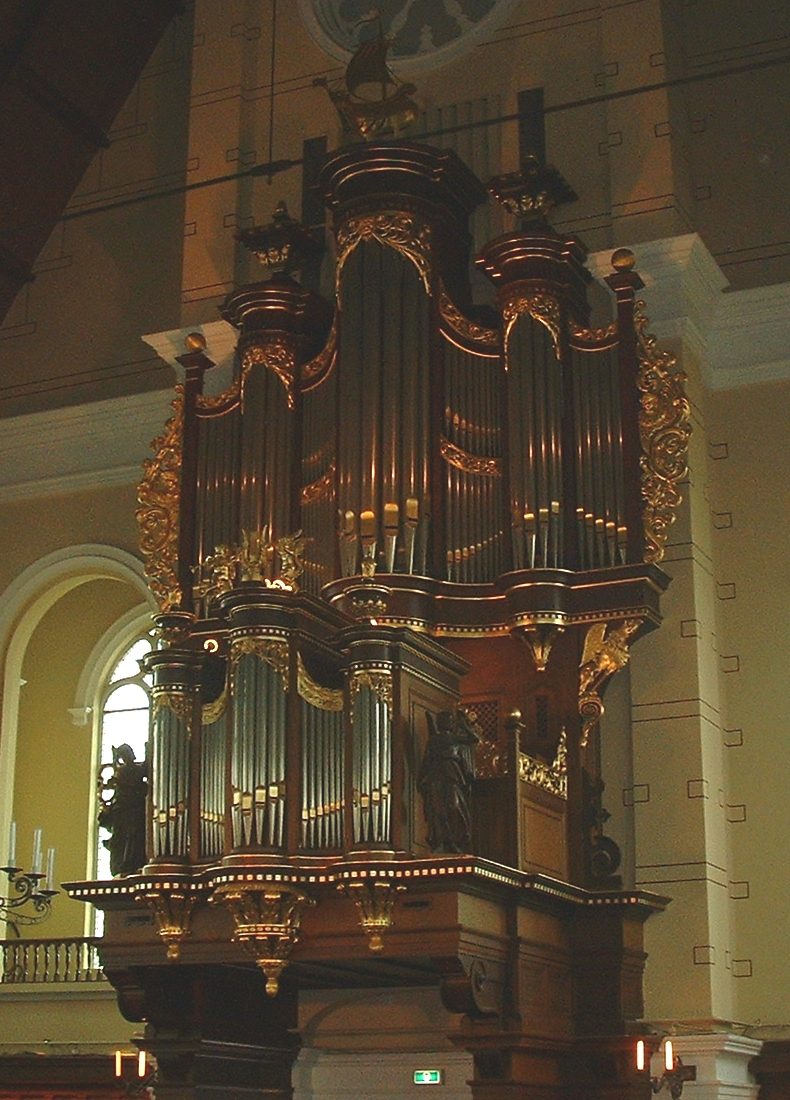
Van Den Heuvelorgel
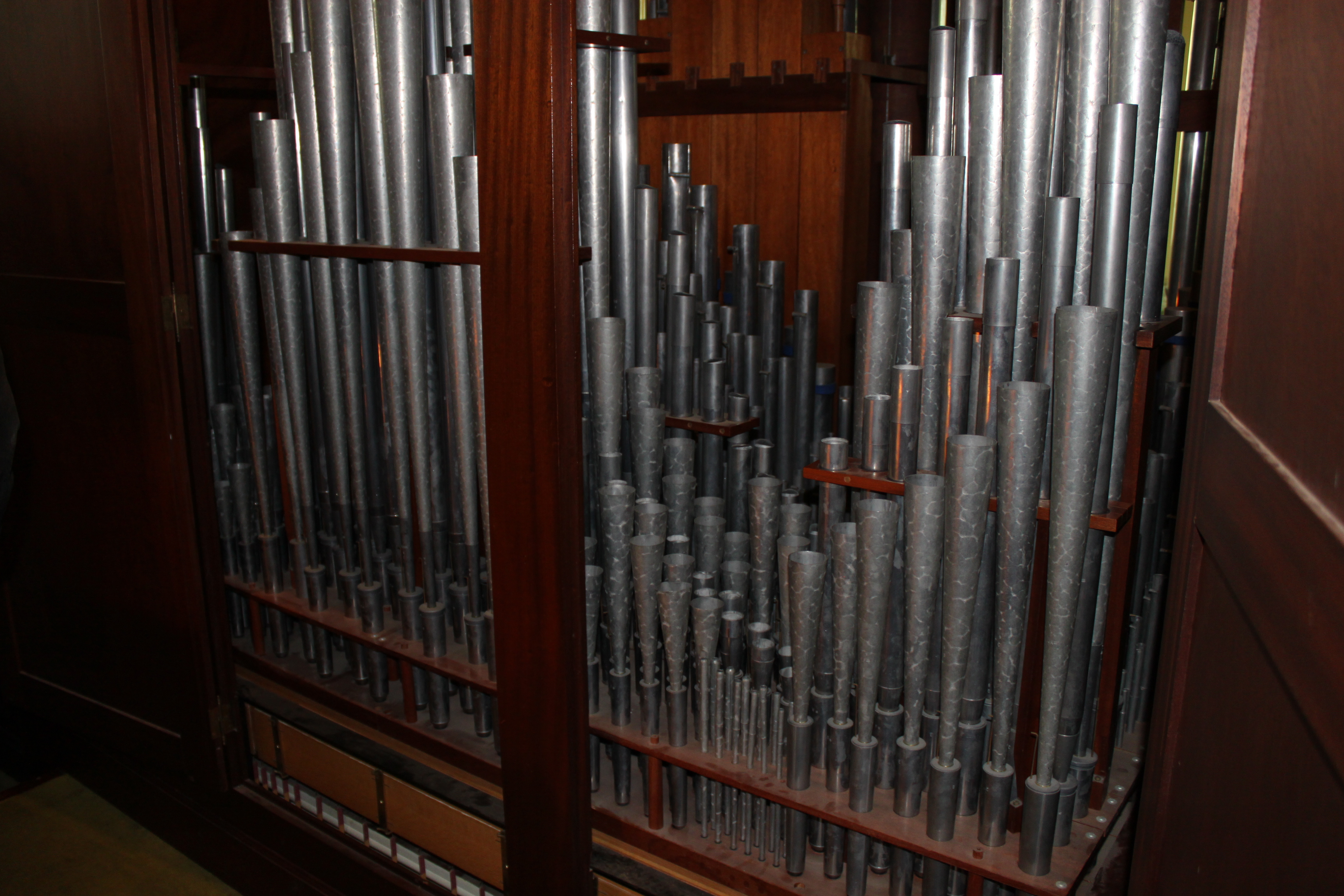
Rugwerk 1
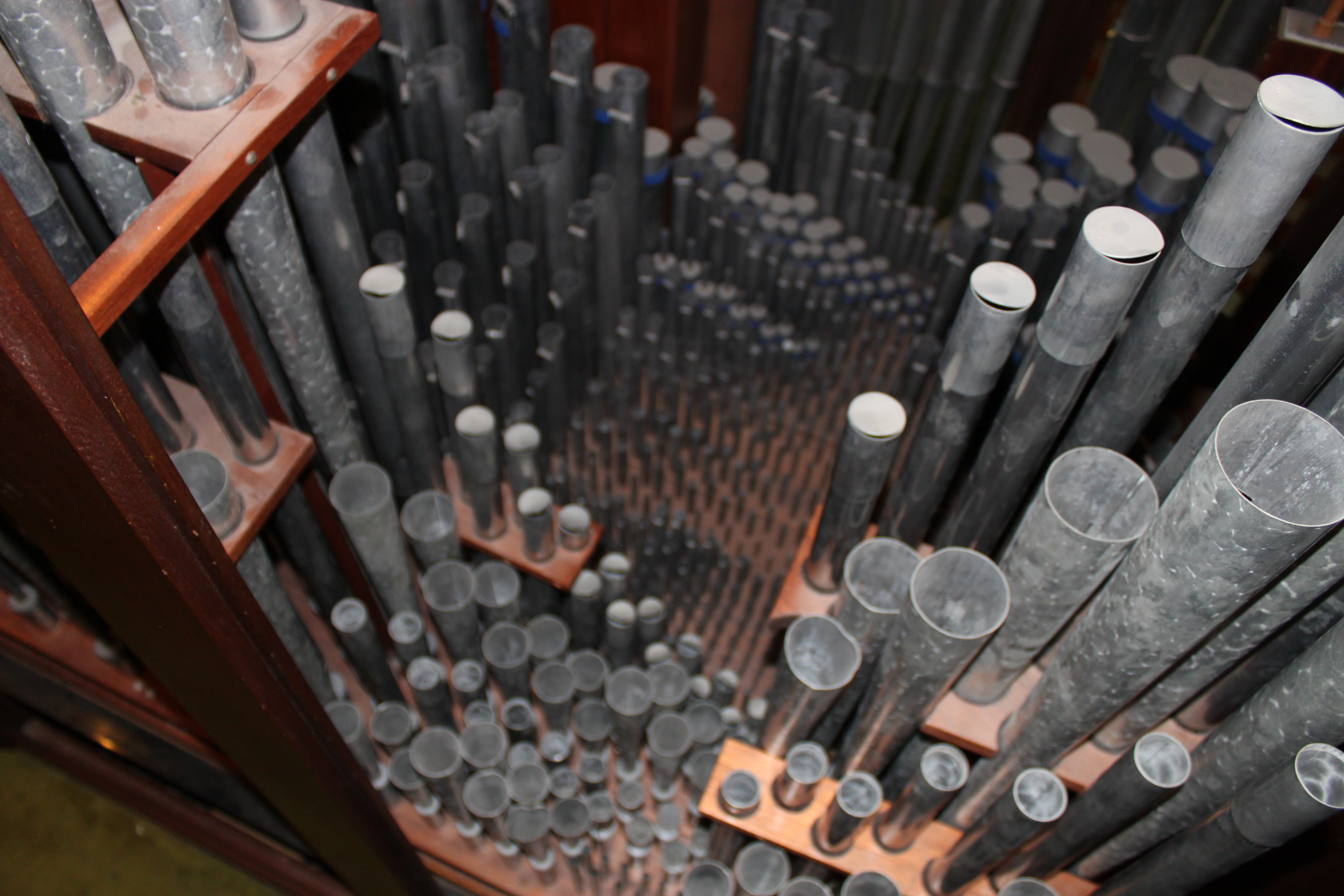
Rugwerk 2